# 薛群
薛群，前香港男配音員，1976年加入麗的電視擔任配音員的工作，但是入行了沒多久便退出配音界。及後自組薛群配音公司，負責港產片的對白及配音。80年代末帶領年輕粵語配音員陳欣、 國語配音員蘇柏麗 入行。

### 電視動畫／OVA
| 首播年份 | 作品名稱   | 配演角色       | 備註 |
| -------- | ---------- | -------------- | ---- |
| 1980     | 太空保衛團 | 劍仔〔楯劍人〕 |      |
| 1980     | 金剛小寶貝 | 占美           |      |

### 電影
| 首播年份 | 作品名稱   | 配演角色 | 角色演員 | 備註     |
| -------- | ---------- | -------- | -------- | -------- |
| 1991     | 蠻荒的童話 |          |          | 公映版本 |

## 外部連結
1. ↑  Face to Face：音間皇帝丁羽 （页面存档备份，存于），《蘋果日報》，2009年5月5日。
  - 陳欣：『20年前電影市道好，有很多配音工作，我那時讀完配音訓練班，便跟前輩薛群到配音室工作，經常見到丁羽叔。他的聲音很響亮，在隔鄰廠一聽就認到。』
  - 丁羽：『薛群也是領班，是我的好友，通常一間配音室有兩間廠，我們各負責帶領一班配音員。記得有一次，我需要一個口齒伶俐的年輕人，薛群推薦陳欣。』
2. ↑  〈香港電影人故事：電影美聲，用聲音演繹百種人生〉 （页面存档备份，存于），《大公報》，2016年04月14日。（PDF版 （页面存档备份，存于））
3. ↑  報幕截圖 （页面存档备份，存于），Youtube；報幕截圖 （页面存档备份，存于），bilibili網站